# Lijst van weg- en veldkapellen in Maastricht
Dit is een onvolledige lijst van veldkapellen in de gemeente Maastricht. Kapelletjes komen vooral in het zuiden van Nederland voor en werden dikwijls gebouwd ter verering van een heilige.
| Kapel                                        | Adres                             | Plaats                 | Bouwperiode      | Architect | Foto                                                    |
| -------------------------------------------- | --------------------------------- | ---------------------- | ---------------- | --------- | ------------------------------------------------------- |
| Mariakapel                                   | Pasestraat-Dellenweg              | Itteren                | 1870             |           | Mariakapel Itteren                                      |
| Sint-Lambertuskapel                          | Lage Kanaaldijk 12                | Maastricht             | 1847             |           | Sint-Lambertuskapel Maastricht                          |
| Sint-Antoniuskapel                           | Maastrichter Pastoorstraat        | Maastricht             | 19e eeuw         |           | Sint-Antoniuskapel Maastricht                           |
| Mariakapel (niskapel)                        | Molenweg-Bergerstraat             | Maastricht             |                  |           | Mariakapel Amby                                         |
| Kapel aan het Kruis                          | Ambyerstraat Noord                | Maastricht-Amby        | 1918 en 1984     |           | Kapel aan het Kruis in Amby                             |
| Mariakapel                                   | Ambyerstraat Zuid                 | Maastricht-Amby        | 19e eeuw         |           | Mariakapel Amby                                         |
| Kapel van Onze-Lieve-Vrouw van zeven Smarten | Lanakerweg-Zouwweg                | Maastricht-Oud Caberg  | Ca. 1830 en 1921 |           | Kapel van Onze-Lieve-Vrouw van zeven Smarten Maastricht |
| Sint-Antoniuskapel                           | Slavante                          | Maastricht-Sint Pieter | 1681             |           | Sint-Antoniuskapel Maastricht                           |
| Sint-Rochuskapel                             | Lichtenbergweg (Sint Pietersberg) | Maastricht-Sint Pieter | 1888             |           | Sint-Rochuskapel Maastricht                             |
| Onze-Lieve-Vrouw-van-Fatimakapel             | Tongerseweg                       | Maastricht-Wolder      | 1947             |           | Onze-Lieve-Vrouw-van-Fatimakapel Wolder                 |
| Kapel Begraafplaats Tongerseweg              | Tongerseweg                       | Maastricht             | 1885-1890        |           | Kapel Begraafplaats Tongerseweg                         |